# مارك فيلدز
مارك فيلدز (بالإنجليزية: Mark Fields)‏ هو لاعب كرة قدم أمريكية أمريكي، ولد في 9 نوفمبر 1972 في لوس أنجلوس في الولايات المتحدة.

## وصلات خارجية
- مارك فيلدز على موقع مرجع كرة القدم المحترفة.كوم (الإنجليزية)